# Sbor dobrovolných hasičů Dolní Libina

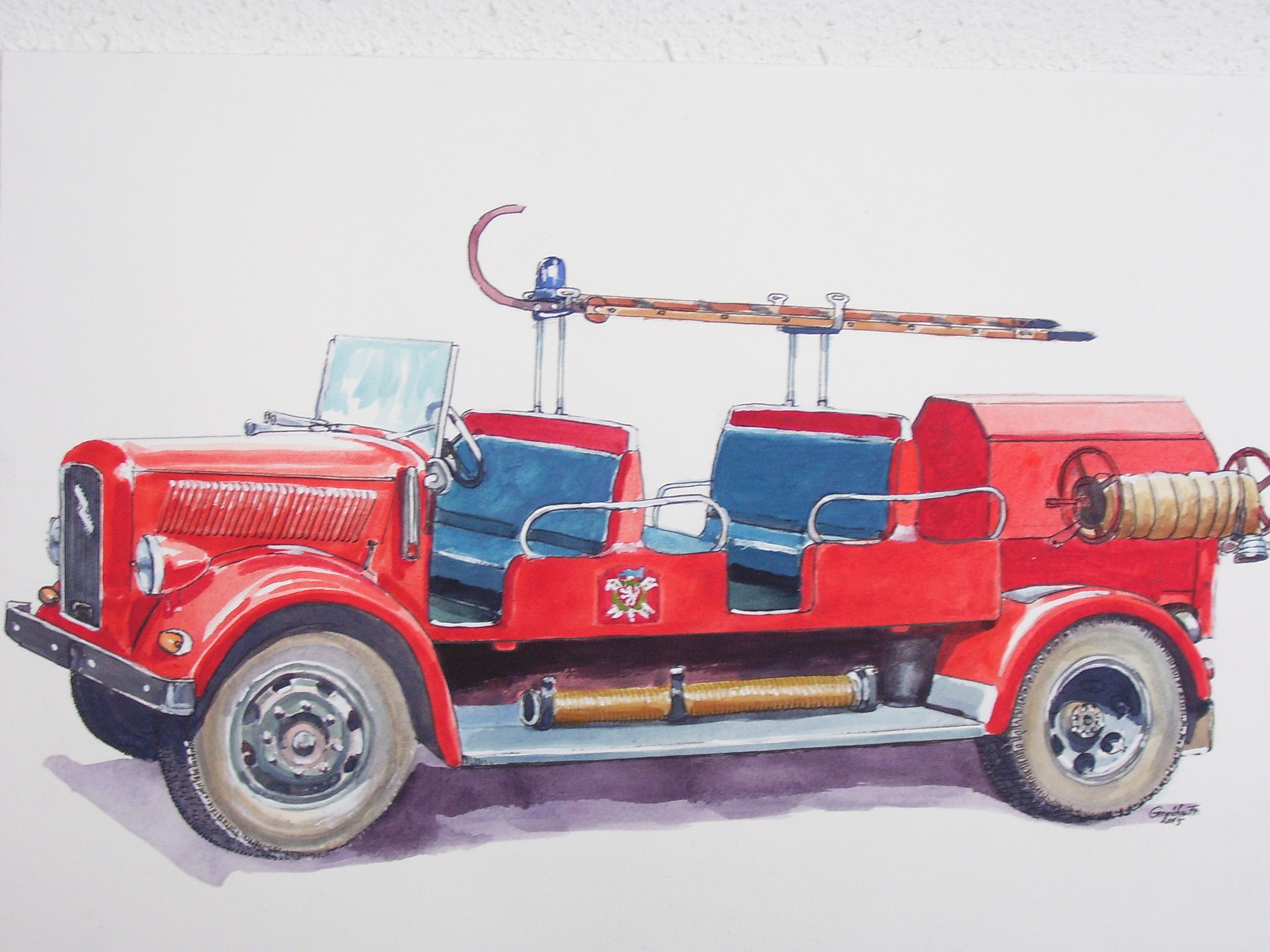
První hasičské vozidlo SDH Dolní Libina - hasičský speciál Opel Blitz, rok výroby 1939, přestavba 1949 (perokresba)

Sbor dobrovolných hasičů Dolní Libina celým názvem SH ČMS - Sbor dobrovolných hasičů Dolní Libina je pobočným spolkem Sdružení hasičů Čech, Moravy a Slezska. Sbor je zapsán ve spolkovém rejstříku pod spisovou značkou L33241 vedenou u Městského soudu v Praze a bylo mu přiděleno identifikační číslo 64094821.

## Historie 1875 - 1945
Sbor dobrovolných hasičů v Dolní Libině (tehdy Bömisch Liebau) byl založen v roce 1875 jako německý hasičský sbor "Freiwillige Feuerwehr Böhmisch Liebau". Jména zakladatelů nejsou známa. Ví se však, že 25. výročí založení Sboru se slavilo v roce 1900 v zahradě Panského mlýna v Dolní Libině čp. 10.

### Zbrojnice

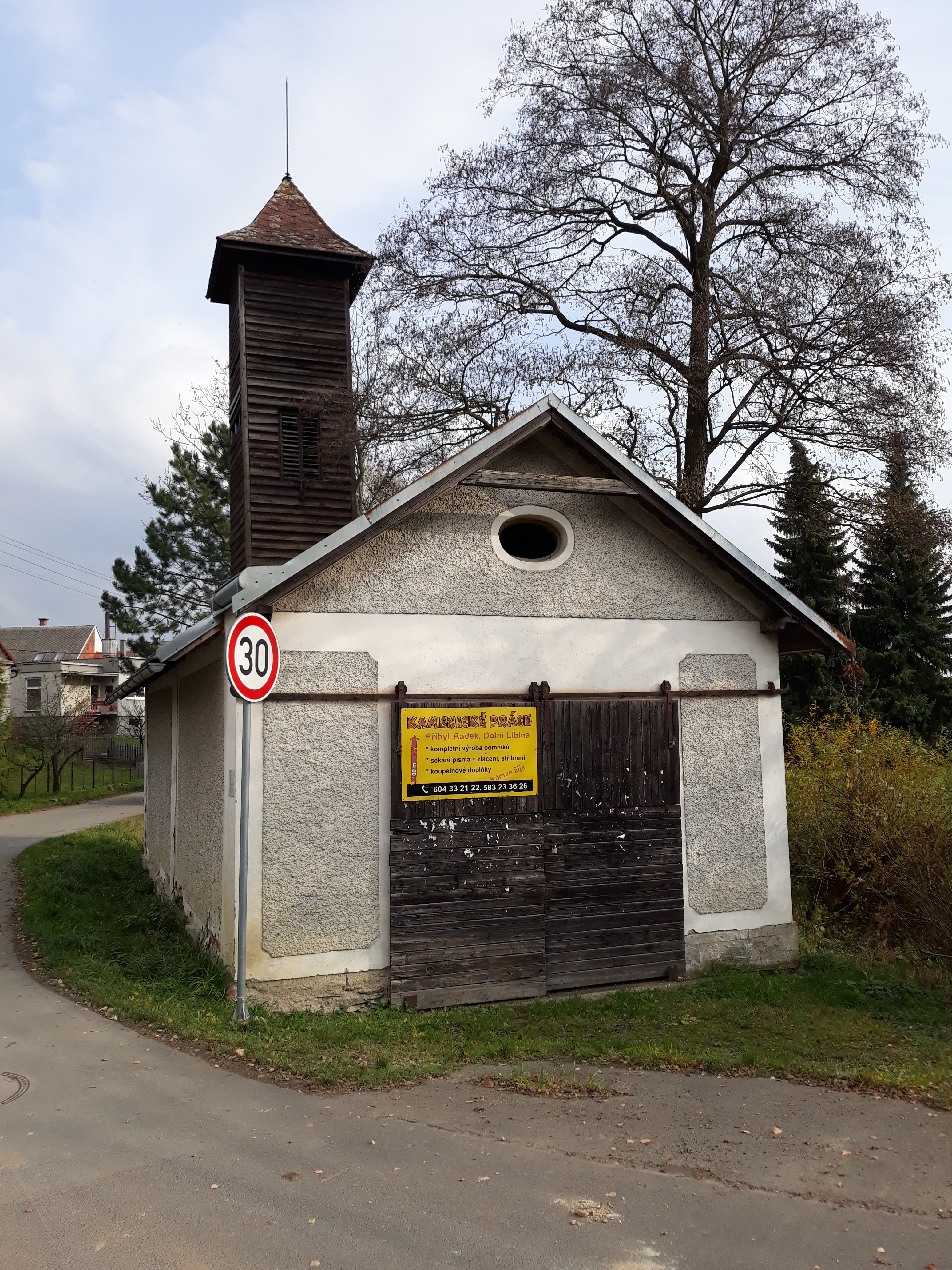
Stará hasičská zbrojnice SDH Dolní Libina postavane 1923 (věž přistavěna 1930)

První zbrojnice stála na školní zahradě u školy v Dolní Libině čp. 114. Byla postavena ze štípaného kamene, ale kvůli špatnému stavu musela být po první světové válce zbořena. Novou hasičskou zbrojnici mělo vedení obce záměr umístit dále od silnice, ale pan Malý hostinský z Dolní Libiny odmítl prodat obci za tímto účelem část svého pozemku. Nová hasičská zbrojnice byla proto v roce 1923 postavena u Mlýnského náhonu vedle hostince Moravský orel pana Franze Streckera a v roce 1930 k ní byla přistavěna věž. Než byla zbrojnice postavena, byla ruční hasičská stříkačka uložena na rychtě Dolní Libině.

### Požáry
- před první světovou válkou - stodola Rudolfa Maulera v Dolní Libině
- 1902 nebo 1903 - dům Daniela Kauera v Dolní Libině, společně se sousedním domem Alberta Schnaubelta
- 1916 - dům i chlév Karla Beila v Dolní Libině
- 1926 - stavení pana Krestina v Dolní Libině
- 28.12.1927 - panský mlýn a selská usedlost v Dolní Libině, tento požár se stal impulsem k pořízení motorové stříkačky, která byla pořízena a slavnostně požehnána na svatodušní svátky v roce 1933.[1]

### Společenská a kulturní činnost

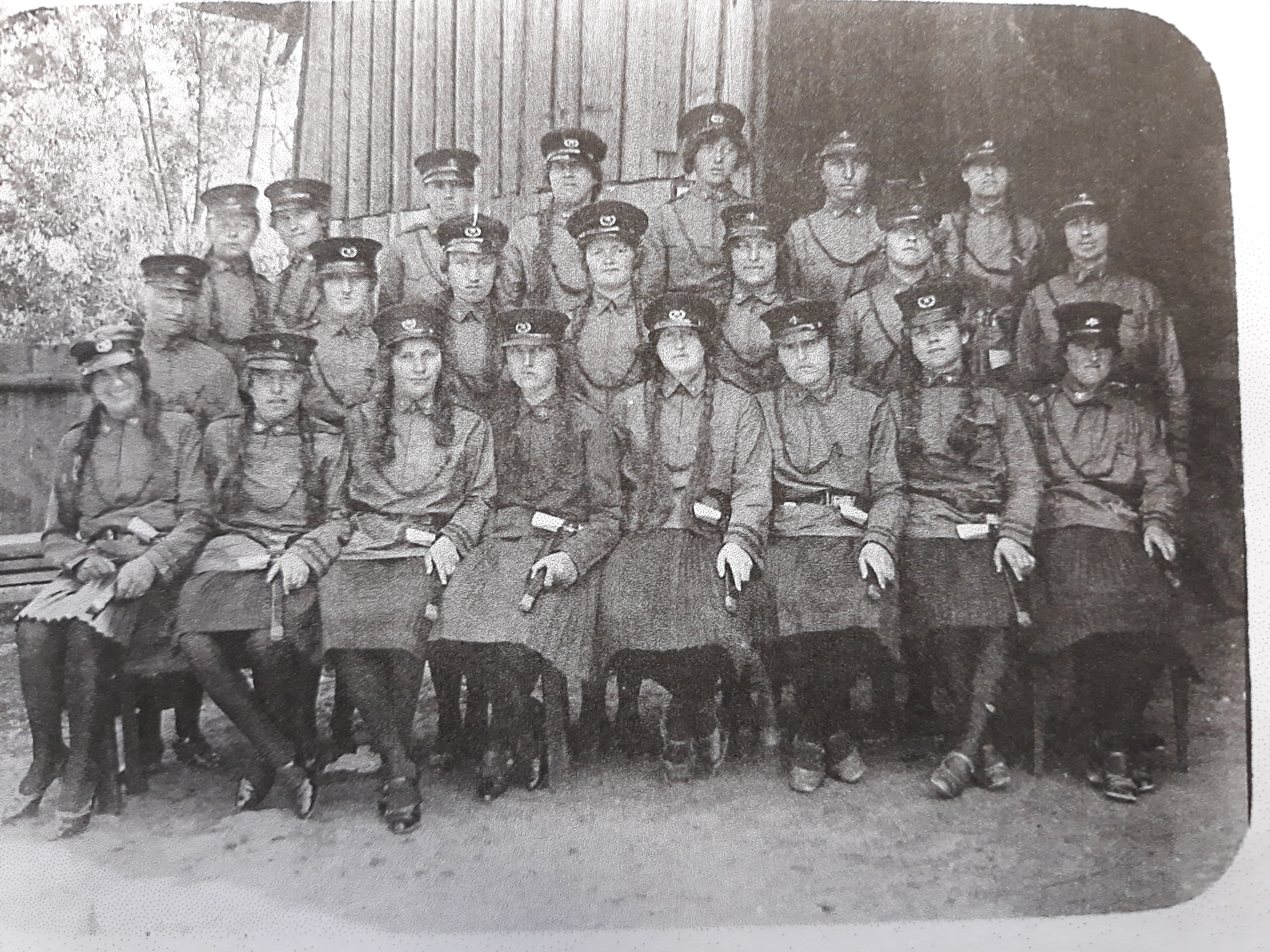
"čestné dámy", ženské hasičské družstvo, freiwillige Feuerwehr Böhmisch Liebau (Sbor dobrovolných hasičů Dolní Libina), rok 1930, foceno při oslavě 55. výročí založení Sboru

Členové Sboru se věnovali rozsáhlým společenským aktivitám a každá slavnost byla vždy slavností lidovou. Zejména byly oblíbené hasičské plesy. Před první světovou válkou měl Sbor i vlastní kapelu. Dne 5. července 1925 se 50. výročí založení Sboru zúčastnilo i 60 čestných dam (Ehrendammen). Dne 4. června 1930 u příležitosti 55. výročí založení Sboru poprvé veřejně vystoupil i ženský hasičský sbor.

### Hymna sboru
Bratři, s odvahou plamenů braňte, když jiskry lítají, smrti se nebojte! Svou povinnost konejte,
statky bližních svých chraňte! 
Odvaha vás neopouštěj, i když oči pláčí, stále buďte na stráži, chránit životy a statky.
Plamenům brániti, bližnímu pomoci je i naším posláním. To mějme stále na paměti každý den i v tmavé noci.
V jednotě a svornosti, nechť sbor náš vytrvá, k tomu stále, ve dne v noci, ať Bůh nám požehná.

Refrén: Kupředu bratři, s odvahou a směle. Kupředu bratři, s naším velitelem v čele.

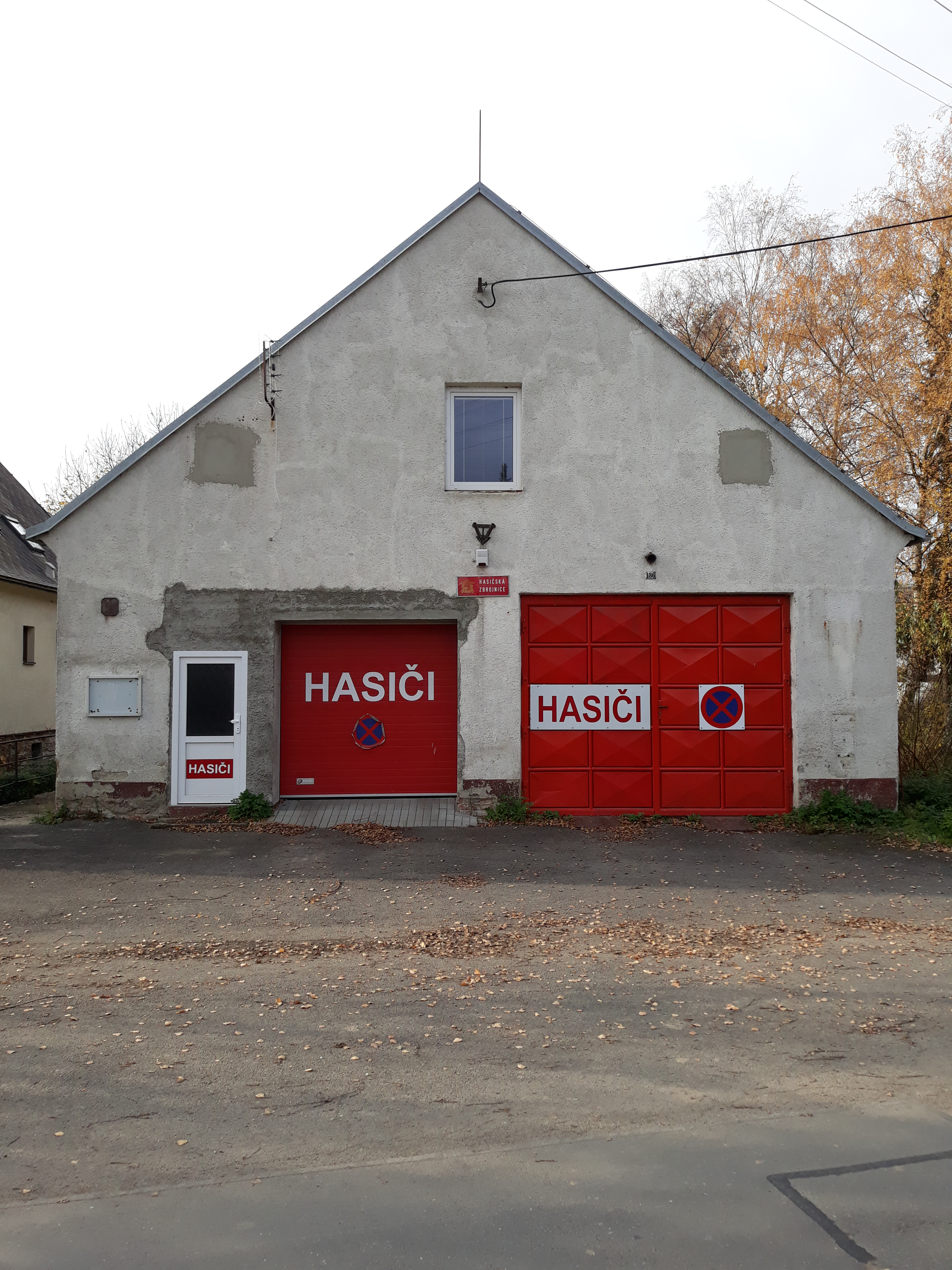
Nová hasičská zbrojnice SDH Dolní Libina postavená v roce 1959

## Historie 1945 - 2017
Po odsunu sudetských Němců znovuobnovili činnost sboru Češi přistěhovalí z vnitrozemí (okolí Prostějova a Drahanská vrchovina) a zahraničí (Volyň), kteří převzali hasičskou zbrojnici včetně vybavení (motorová stříkačka Flader).

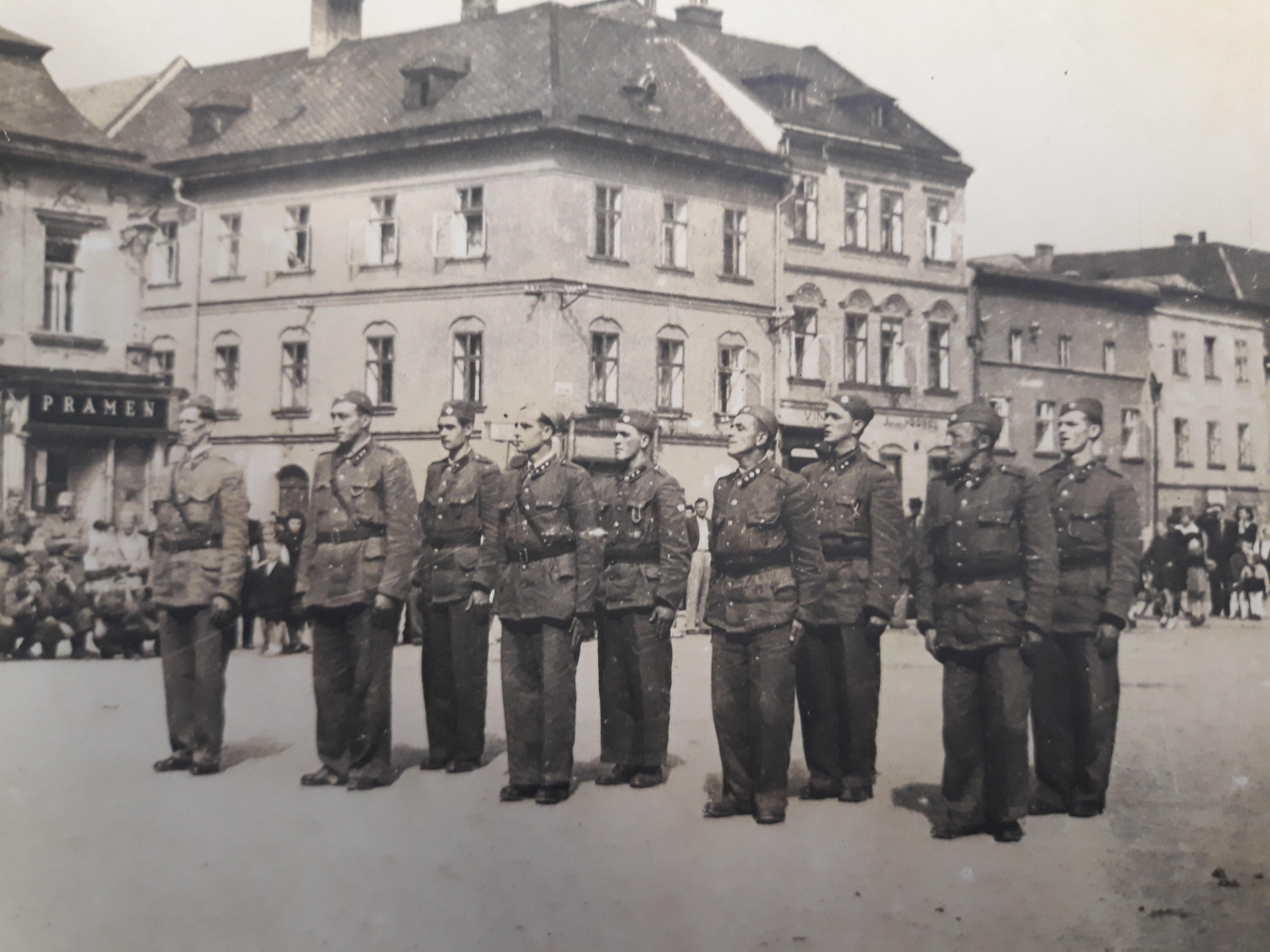
Okresní sjezd hasičstva ve Šternberku v roce 1951 - 2. místo Sbor dobrovolných hasičů Dolní Libina (nástup)

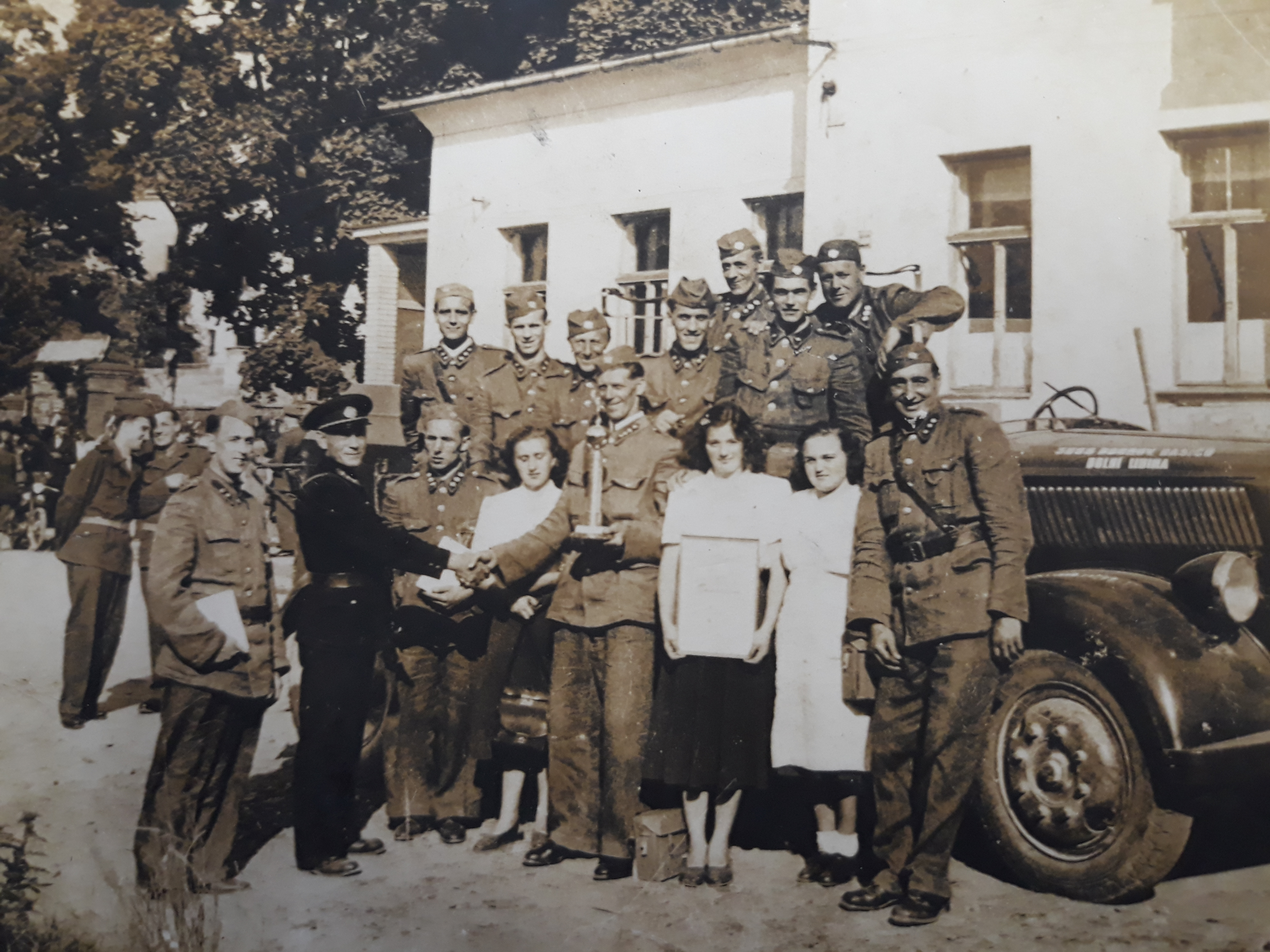
Okresní sjezd hasičstva ve Šternberku v roce 1951 - 2. místo Sbor dobrovolných hasičů Dolní Libina, společné foto (ženy na snímku - samaritánská služba)

O obnovení činnosti Sboru po druhé světové válce se nejvíce zasloužili Karel Špičák (starosta Sboru), Josef Valouch (velitel Sboru) a Vojtěch Dvořák. V roce 1949 zakoupila hasičská jednota od pana Cekra ze Šumperka vojenské nákladní vozidlo Opel Blitz přestavěné na hasičský speciál. V roce 1956 byla zahájena stavba nové hasičské zbrojnice, jelikož stávající byla prostorově nevyhovující. Zbrojnice byla dostavěna v roce 1959. V roce 1972 bylo potom v hasičském areálu koupaliště v Dolní Libině vybudováno sociální zařízení.

### Hasičský sport

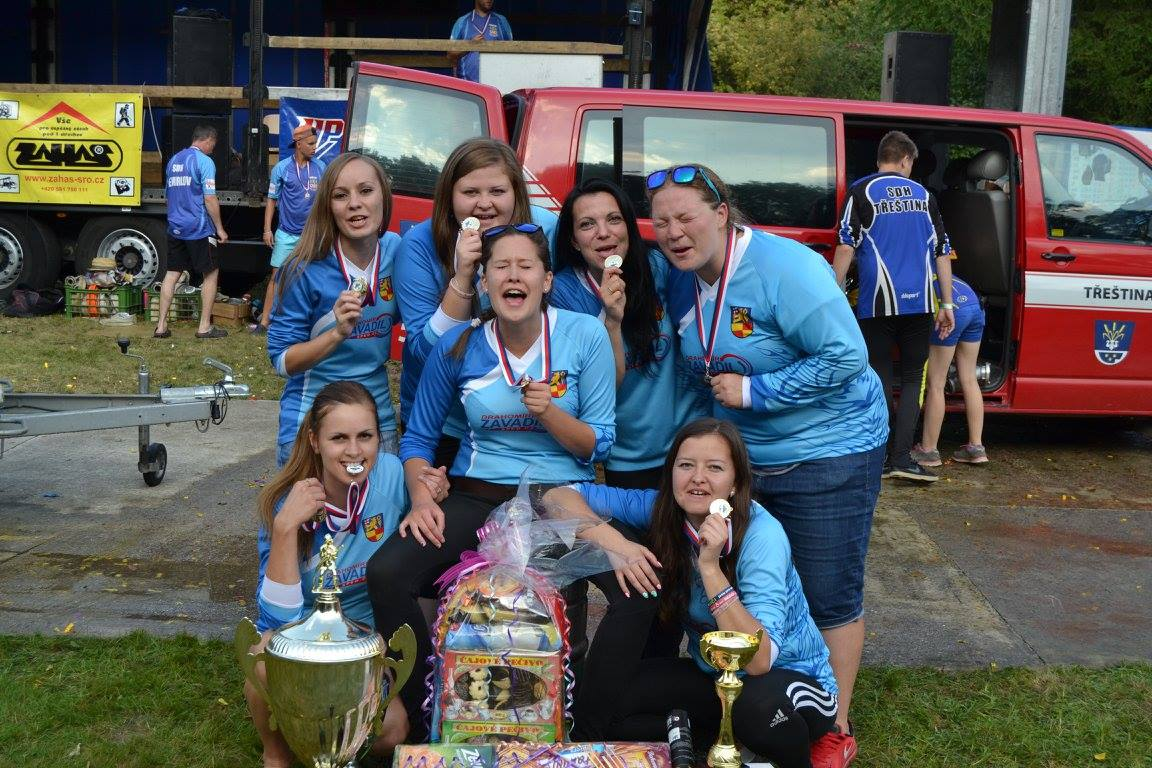
Velká cena okresu Šumperk v požárním útoku, rok 2016 - vítězné družstvo žen SDH Dolní Libina

Sbor měl již od roku 1947 soutěžní družstvo, které pravidelně jezdilo na hasičské soutěže. Soutěžní družstvo mužů v roce 200 a 2001 zvítězilo ve Velké ceně okresu Šumperk. Od roku 2012 reprezentuje Sbor na hasičských soutěžích také družstvo žen. V roce 2016 a 2017 zvítězilo družstvo žen ve Velké ceně okresu Šumperk.

### Povodně v obci
- srpen 1958 - výška vody v budovách 15 - 100 cm, na pomoc byla povolána i armáda
- 1960 - povodeň odplavila i úrodu brambor

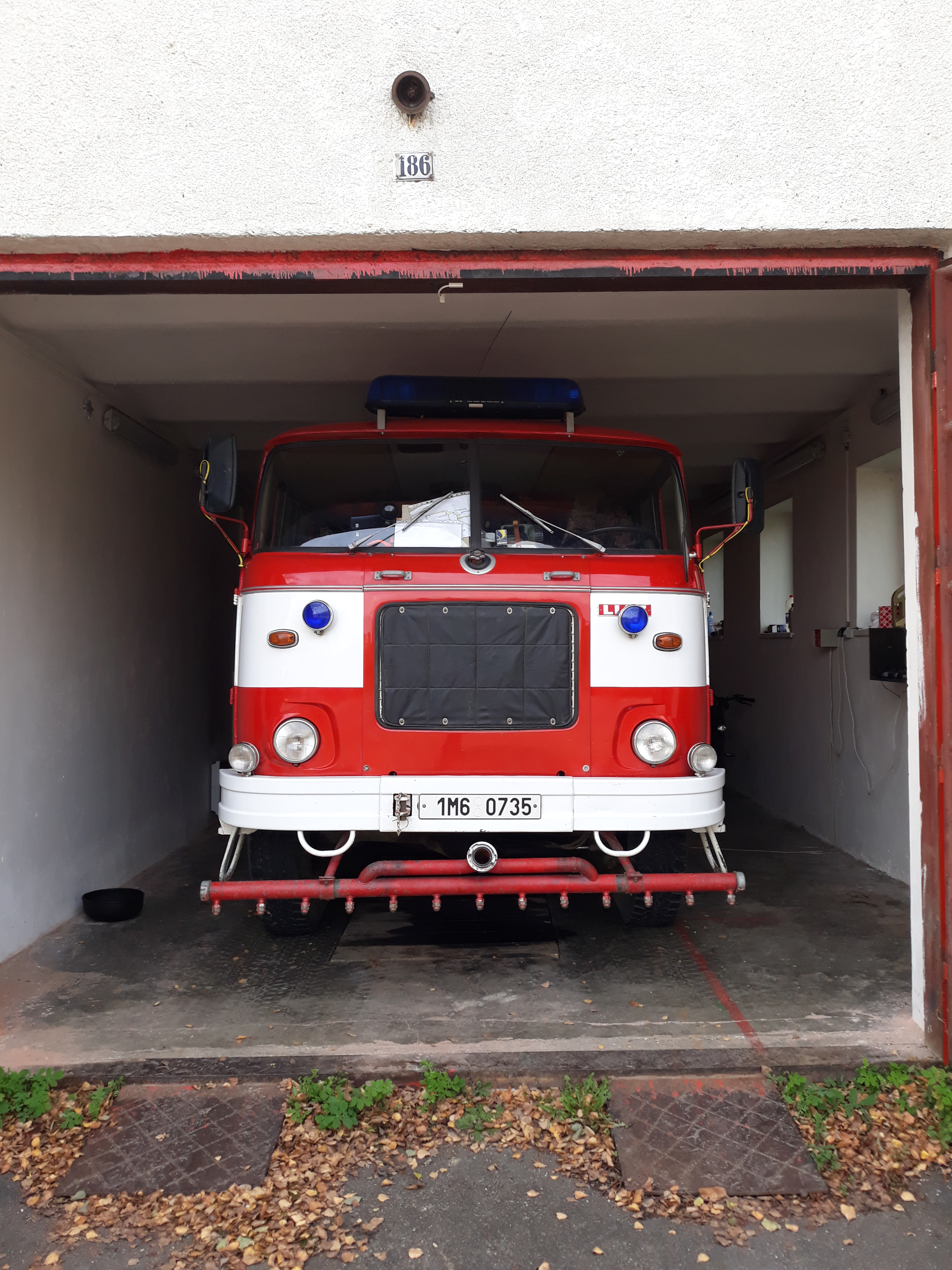
CAS 25 Škoda 706 RTHP SDH Dolní Libina

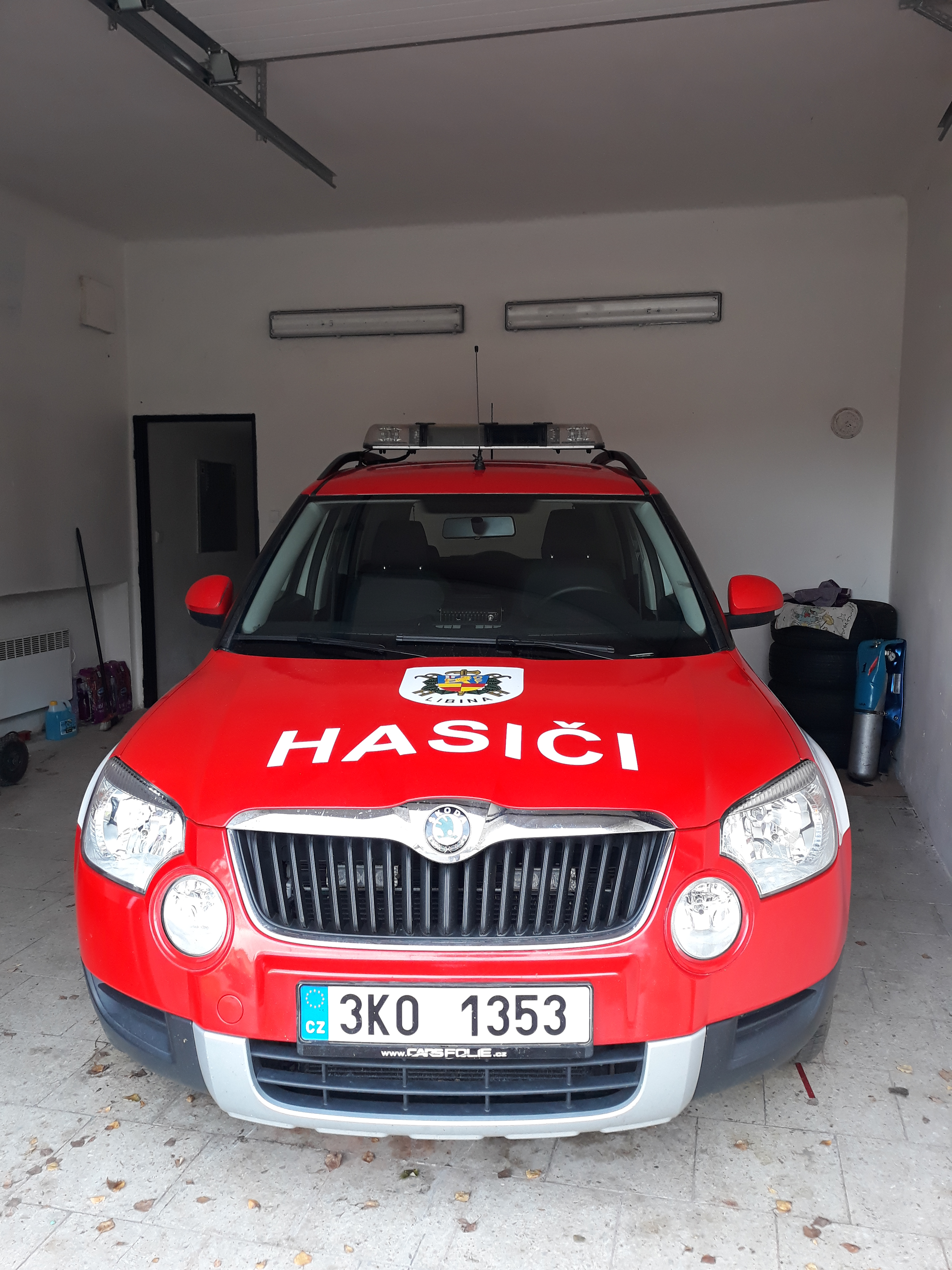
VEA Škoda Yeti SDH Dolní Libina

- červenec 1980 - záplava[5]

### Technika
- hasičský speciál Opel Blitz (veterán, rok výroby 1939, přestavba 1949)
- CAS 25 Škoda 706 RTHP
- DA Avia Saviem
- DA Ford Transit
- VEA Škoda Yeti